# ローラ・リップマン
ローラ・リップマン（Laura Lippman、1959年1月31日 - ）は、アメリカ合衆国の推理作家。

## 経歴
1959年、ジョージア州アトランタに生まれ、メリーランド州ボルチモアで生まれ育った。父はボルチモア・サン紙の記者として知られるテオ・リップマン・Jr、母は公立学校の元司書マデリーン・リップマン。メリーランド州コロンビアの高校を卒業。
その後、サン・アントニオ・ライト紙やボルチモア・サン紙のリポーターとなった。ボルチモアを舞台とした彼女の代表シリーズの主人公テス・モナハンは、元記者の私立探偵という設定である。同シリーズでアガサ賞、アンソニー賞、エドガー賞、ネロ・ウルフ賞、ガムシュー賞、シェイマス賞など数々のミステリの賞を受賞した。2007年に刊行された『女たちの真実』（原題:What the Dead Know ）はニューヨーク・タイムズのベストセラーリスト入りし、英国推理作家協会のゴールド・ダガー賞にノミネートされた。また、2003年に刊行された『あの日、少女たちは赤ん坊を殺した』（原題：Every Secret Thing )は、アカデミー賞女優フランシス・マクドーマンドが映画化の権利を獲得し、2014年に『シークレット・デイ』のタイトルで映画化された。
現在は、ボルチモア南部の町フェデラル・ヒルに住んでおり、近所のコーヒー・ショップで執筆作業をすることも多々ある。また、郊外にあるリベラルアーツ・カレッジ、ガウチャー大学で教鞭を取っている。
夫はボルチモア・サン紙の元記者で、HBOで放送されていたテレビドラマ「THE WIRE/ザ・ワイヤー」のエグゼクティブ・プロデューサーのデヴィッド・サイモン。「ザ・ワイヤー」の第1シーズン第8話で女性キャラクターの1人がリップマンの作品を読んでいるシーンが登場し、ラストシーズンで彼女はボルチモア・サン紙の記者として働いているという演出がされた。

## 作品リスト

### テス・モナハン シリーズ
| #  | 邦題                 | 原題                           | 刊行年 | 刊行年月   | 訳者     | 出版社   |
| -- | -------------------- | ------------------------------ | ------ | ---------- | -------- | -------- |
| 1  | ボルチモア・ブルース | Baltimore Blues                | 1997年 | 2000年5月  | 岩瀬孝雄 | 早川書房 |
| 2  | チャーム・シティ     | Charm City                     | 1997年 | 1999年3月  | 岩瀬孝雄 | 早川書房 |
| 3  | スタンド・アローン   | Butchers Hill                  | 1998年 | 2000年11月 | 吉澤康子 | 早川書房 |
| 4  | ビッグ・トラブル     | In Big Trouble                 | 1999年 | 2001年7月  | 吉澤康子 | 早川書房 |
| 5  | シュガー・ハウス     | The Sugar House                | 2000年 | 2002年8月  | 吉澤康子 | 早川書房 |
| 6  | ストレンジ・シティ   | In a Strange City              | 2001年 | 2003年9月  | 吉澤康子 | 早川書房 |
| 7  | ラスト・プレイス     | The Last Place                 | 2002年 | 2004年11月 | 吉澤康子 | 早川書房 |
| 8  | ロスト・ファミリー   | By A Spider's Thread           | 2004年 | 2005年12月 | 吉澤康子 | 早川書房 |
| 9  |                      | No Good Deeds                  | 2006年 |            |          |          |
| 10 |                      | Another Thing to Fall          | 2008年 |            |          |          |
| 11 |                      | The Girl in the Green Raincoat | 2011年 |            |          |          |
| 12 |                      | Hush, Hush                     | 2015年 |            |          |          |

短編
- Orphans' Court (1999) - ロバート・J・ランディージ編 "First Cases: Volume 3" 収録
- Ropa Vieja (2001) - オットー・ペンズラー編 "Murderers Row" 収録 のちに短編集「心から愛するただひとりの人」収録
- The Shoeshine Man's Regrets (2004) - ロバート・J・ランディージ編 "Murder and All That Jazz" 収録 のちに短編集「心から愛するただひとりの人」収録

### シリーズ外

#### 長編
| # | 邦題                             | 原題                                                | 刊行年 | 刊行年月   | 訳者     | 出版社   |
| - | -------------------------------- | --------------------------------------------------- | ------ | ---------- | -------- | -------- |
| 1 | あの日、少女たちは赤ん坊を殺した | Every Secret Thing                                  | 2003年 | 2005年10月 | 吉澤康子 | 早川書房 |
| 2 | 永遠の三人                       | To The Power of Three                               | 2005年 | 2008年7月  | 吉澤康子 | 早川書房 |
| 3 | 女たちの真実                     | What the Dead Know （米） Little Sister （英）      | 2007年 | 2008年2月  | 吉澤康子 | 早川書房 |
| 4 |                                  | Life Sentences                                      | 2009年 |            |          |          |
| 5 |                                  | I'd Know You Anywhere （米） Don't Look Back （英） | 2010年 |            |          |          |
| 6 |                                  | The Most Dangerous Thing                            | 2011年 |            |          |          |
| 7 |                                  | And When She Was Good                               | 2012年 |            |          |          |
| 8 |                                  | After I'm Gone                                      | 2014年 |            |          |          |
| 9 |                                  | Wilde Lake                                          | 2016年 |            |          |          |

#### 短編集
- 心から愛するただひとりの人　Hardly Knew Her: Stories (2008) 【短編集】
  - 野放図な女たち　Part 1: Girls Gone Wild
    - クラック・コカイン・ダイエット　The Crack Cocaine Diet (2005)
    - 彼が必要だったもの  What He Needed (2002)
    - 拝啓 <ペントハウス・フォーラム> さま（第一稿）  Dear Penthouse Forum (A First Draft) (2005)
    - ベビーシッターのルール  The Babysitter's Code (2005)
    - 知らない女  Hardly Knew Her (2007)
    - 魔性の女  Femme Fatale (2006)
    - 心から愛するただひとりの人  One True Love (2006)

  - ほかの街。自分の街ではなく  Part 2: Other Cities, Not My Own
    - ポニーガール  Pony Girl (2007) 「現代ミステリ傑作選 18の罪」収録
    - ARMと女  ARM and the Woman (2006)
    - ミニバー  Honor Bar (2006)
    - 不始末の始末  A Good Fuck Spoiled (2006)

  - わたしの産んだ子がボルチモアの街を歩く  Part 3: My Baby Walks the Streets of Baltimore
    - お茶の子さいさい  Easy as A-B-C (2006)
    - ブラックアイドスーザン  Black-Eyed Susan (2006)
    - ロパ・ビエハ  Ropa Vieja (2001)
    - 靴磨き屋の後悔  The Shoeshine Man's Regrets (2004)
    - 偶然の探偵  The Accidental Detective
    - 女を怒らせると  Scratch a Woman

#### 短編
- Like a Charm: A Novel in Voices (2004) - カリン・スローター編アンソロジー集
- Family Man - アンソロジー"Twilight Zone: 19 Original Stories on the 50th Anniversary" 収録

## 受賞
| タイトル                         | 年     | 賞                            | 結果       |
| -------------------------------- | ------ | ----------------------------- | ---------- |
| ボルチモア・ブルース             | 1998年 | シェイマス賞 新人賞           | ノミネート |
| チャーム・シティ                 | 1998年 | エドガー賞 ペーパーバック賞   | 受賞       |
| チャーム・シティ                 | 1998年 | マカヴィティ賞 新人賞         | ノミネート |
| チャーム・シティ                 | 1998年 | シェイマス賞 ペーパーバック賞 | 受賞       |
| チャーム・シティ                 | 1998年 | アンソニー賞 ペーパーバック賞 | ノミネート |
| スタンド・アローン               | 1998年 | アガサ賞 長編賞               | 受賞       |
| スタンド・アローン               | 1999年 | マカヴィティ賞 長編賞         | ノミネート |
| スタンド・アローン               | 1999年 | アンソニー賞 ペーパーバック賞 | 受賞       |
| ビッグ・トラブル                 | 1999年 | アガサ賞 長編賞               | ノミネート |
| ビッグ・トラブル                 | 2000年 | アンソニー賞 ペーパーバック賞 | 受賞       |
| ビッグ・トラブル                 | 2000年 | シェイマス賞 ペーパーバック賞 | 受賞       |
| シュガー・ハウス                 | 2001年 | ネロ・ウルフ賞                | 受賞       |
| ラスト・プレイス                 | 2003年 | シェイマス賞 長編賞           | ノミネート |
| あの日、少女たちは赤ん坊を殺した | 2003年 | ハメット賞                    | ノミネート |
| あの日、少女たちは赤ん坊を殺した | 2004年 | アンソニー賞 長編賞           | 受賞       |
| あの日、少女たちは赤ん坊を殺した | 2004年 | バリー賞 長編賞               | 受賞       |
| ロスト・ファミリー               | 2004年 | アガサ賞 長編賞               | 受賞       |
| ロスト・ファミリー               | 2005年 | エドガー賞 長編賞             | ノミネート |
| ロスト・ファミリー               | 2005年 | アンソニー賞 長編賞           | ノミネート |
| 永遠の三人                       | 2006年 | ガムシュー賞 最優秀ミステリ賞 | 受賞       |
| 永遠の三人                       | 2006年 | アンソニー賞 長編賞           | ノミネート |
| No Good Deeds                    | 2007年 | アンソニー賞 長編賞           | 受賞       |
| 女たちの真実                     | 2008年 | ゴールド・ダガー賞            | ノミネート |
| 女たちの真実                     | 2008年 | マカヴィティ賞 長編賞         | 受賞       |
| 女たちの真実                     | 2008年 | アンソニー賞 長編賞           | 受賞       |
| 女たちの真実                     | 2008年 | バリー賞 長編賞               | 受賞       |
| 女たちの真実                     | 2008年 | ガムシュー賞 最優秀ミステリ賞 | ノミネート |
| 女を怒らせると                   | 2009年 | マカヴィティ賞 短編賞         | ノミネート |
| I'd Know You Anywhere            | 2011年 | エドガー賞 長編賞             | ノミネート |
| I'd Know You Anywhere            | 2011年 | アンソニー賞 長編賞           | ノミネート |
| After I’m Gone                   | 2015年 | アンソニー賞 長編賞           | 受賞       |